# Franziska van Almsick
Franziska van Almsick, née le 5 avril 1978 à Berlin-Est, est une nageuse allemande. Très populaire en Allemagne, elle incarne la réunification en étant née en Allemagne de l'Est.

## Carrière sportive
Elle participe à ses premiers Jeux olympiques d'été en 1992 à Barcelone à l'âge de 14 ans et remporte deux médailles : l'argent sur 200 m nage libre, le bronze sur 100 m nage libre, ainsi que deux autres en relais.
Durant les années suivantes, elle domine la natation, cumulant les médailles en championnats d'Europe ou du monde. Elle remporte ainsi 6 médailles d'or aux championnats d'Europe de Sheffield en 1993, où elle éblouit par sa grâce et son talent la natation mondiale. Seule Catherine Plewinski lui souffle la médaille d'or du 100 mètres papillon, la privant d'un grand chelem historique,. En 1994, aux championnats du monde de natation à Rome, elle ne peut se qualifier pour la finale dans sa discipline principale, le 200 m nage libre, étant arrivée neuvième en demi-finale ; sa coéquipière Dagmar Hase, qui s'était qualifiée, ne se présente en finale, laissant sa place libre à van Almsick qui triomphe, devenant championne du monde et établissant un nouveau record du monde.
Mais lors des Jeux olympiques d'été de 1996, elle n'obtient pas la seule médaille qu'attendait toute l'Allemagne : sous la pression, elle échoue pour l'or, ne remportant que l'argent, avec un temps très loin de son record du monde. Elle décide de faire une longue pause. De plus en mai 1997, elle subit un grave accident qui la maintient à nouveau éloignée des piscines. Cela l'empêche de pouvoir défendre son titre mondial aux championnats du monde de 1998, où elle ne participe qu'aux épreuves de relais. Elle y remporte toutefois une médaille d'or et une médaille d'argent.
Les Jeux olympiques d'été de 2000 de Sydney constituent sa troisième chance d'obtenir enfin une médaille d'or ; mais c'est de nouveau un échec, avec une élimination en demi-finale. Pour l'Allemagne, cela signifie la fin de sa carrière. Mais elle ne veut pas renoncer.
Or une nouvelle blessure, un déplacement des vertèbres, l'empêche de participer aux championnats du monde en 2001. Mais lors des championnats d'Europe de Berlin elle est enfin au top : elle y remporte cinq titres, battant également son record du monde du 200 m nage libre, record qu'elle détient depuis 1994. Elle a prouvé à tous ses détracteurs qu'elle pouvait revenir à son meilleur niveau.
Elle échoue à nouveau lors des Jeux olympiques d'été de 2004 d'Athènes, finissant 5e du 200 m. Elle remporte toutefois une dernière médaille olympique avec le relais 4 × 200 m nage libre.

## Palmarès

### Jeux olympiques d'été
- Argent
  - 200 m nage libre en 1992
  - 200 m nage libre en 1996
  - relais 4 × 100 m 4 nages en 1992
  - relais 4 × 200 m nage libre en 1996
- Bronze
  - 100 m nage libre en 1992
  - relais 4 × 100 m nage libre en 1992
  - relais 4 × 100 m nage libre en 1996
  - relais 4 × 200 m nage libre en 2000
  - relais 4 × 200 m nage libre en 2004
  - relais 4 × 100 m 4 nages en 2004

### Championnats du monde

#### En grand bassin
- Or
  - 200 m nage libre en 1994
  - relais 4 × 200 m nage libre en 1998
- Argent
  - relais 4 × 200 m nage libre en 1994
  - relais 4 × 100 m nage libre en 1998
- Bronze
  - 100 m nage libre en 1994
  - relais 4 × 100 m nage libre en 1994

#### En petit bassin
- Championnats du monde 1995 à Rio de Janeiro
  -  Médaille d'argent du relais 4 × 200 m nage libre

### Championnats d'Europe

#### En grand bassin
- 6 titres européens en 1993, une médaille d'argent
- 5 titres européens en 1995, une médaille d'argent
- 5 titres européens en 2002

#### En petit bassin
- 3 médailles d'or en 1992 (50 m nage libre, relais 4 × 50 m nage libre et 4 × 50 m 4 nages)
- 1 médaille d'or (relais 4 × 50 m 4 nages) et 1 médaille d'argent (200 m nage libre) en 1998

## Carrière post-sportive
Franziska van Almsick a été commentatrice sportive pour la chaîne de télévision Das Erste lors des championnats du monde de natation de 2005 à Montréal, des championnats d'Europe de natation de 2006 à Budapest, des championnats du monde de natation de 2007 à Melbourne, des Jeux olympiques d'été de 2008 à Pékin, et aux Jeux olympiques d'été de 2012 à Londres en 2012.
Elle publie en 2004 son autobiographie sous le titre Aufgetaucht. Elle est l'auteur de trois livres pour enfants, publiés à Fribourg chez Kerle : Paul Plantschnase am Meer: Mit ersten Schwimmübungen en 2009 ; Paul Plantschnase im Schwimmkurs en 2010 ; et Paul Plantschnase lernt schwimmen en 2017.